# Magny-la-Campagne
Magny-la-Campagne és un municipi francès situat al departament de Calvados i a la regió de Normandia. L'any 2007 tenia 528 habitants.

## Demografia

### Població
El 2007 la població de fet de Magny-la-Campagne era de 528 persones. Hi havia 177 famílies de les quals 26 eren unipersonals (11 homes vivint sols i 15 dones vivint soles), 44 parelles sense fills, 92 parelles amb fills i 15 famílies monoparentals amb fills.
La població ha evolucionat segons el següent gràfic:
Habitants censats

### Habitatges
El 2007 hi havia 197 habitatges, 180 eren l'habitatge principal de la família, 6 eren segones residències i 11 estaven desocupats. Tots els 197 habitatges eren cases. Dels 180 habitatges principals, 151 estaven ocupats pels seus propietaris, 27 estaven llogats i ocupats pels llogaters i 3 estaven cedits a títol gratuït; 5 tenien dues cambres, 13 en tenien tres, 60 en tenien quatre i 103 en tenien cinc o més. 137 habitatges disposaven pel capbaix d'una plaça de pàrquing. A 60 habitatges hi havia un automòbil i a 110 n'hi havia dos o més.

### Piràmide de població
La piràmide de població per edats i sexe el 2009 era:
| Homes | Edats   | Dones |
| ----- | ------- | ----- |
| 0     | 95 o +  | 0     |
| 0     | 90 a 94 | 0     |
| 4     | 85 a 89 | 0     |
| 0     | 80 a 84 | 4     |
| 4     | 75 a 79 | 8     |
| 4     | 70 a 74 | 8     |
| 0     | 65 a 69 | 4     |
| 16    | 60 a 64 | 4     |
| 12    | 55 a 59 | 12    |
| 20    | 50 a 54 | 16    |
| 16    | 45 a 49 | 28    |
| 32    | 40 a 44 | 36    |
| 24    | 35 a 39 | 20    |
| 8     | 30 a 34 | 8     |
| 4     | 25 a 29 | 0     |
| 24    | 20 a 24 | 16    |
| 28    | 15 a 19 | 40    |
| 28    | 10 a 14 | 16    |
| 16    | 5 a 9   | 20    |
| 12    | 0 a 4   | 16    |

## Economia
El 2007 la població en edat de treballar era de 352 persones, 264 eren actives i 88 eren inactives. De les 264 persones actives 244 estaven ocupades (133 homes i 111 dones) i 21 estaven aturades (6 homes i 15 dones). De les 88 persones inactives 32 estaven jubilades, 34 estaven estudiant i 22 estaven classificades com a «altres inactius».

### Ingressos
El 2009 a Magny-la-Campagne hi havia 196 unitats fiscals que integraven 567 persones, la mediana anual d'ingressos fiscals per persona era de 16.830 €.

### Activitats econòmiques
Dels 15 establiments que hi havia el 2007, 2 eren d'empreses alimentàries, 1 d'una empresa de fabricació d'altres productes industrials, 4 d'empreses de construcció, 6 d'empreses de comerç i reparació d'automòbils, 1 d'una empresa de transport i 1 d'una entitat de l'administració pública.
L'únic servei als particulars que hi havia el 2009 era un guixaire pintor.
Dels 3 establiments comercials que hi havia el 2009, 1 era una botiga de menys de 120 m², 1 una fleca i 1 una botiga de material de revestiment de parets i terra.
L'any 2000 a Magny-la-Campagne hi havia 6 explotacions agrícoles.

## Equipaments sanitaris i escolars
El 2009 hi havia una escola elemental.

## Poblacions més properes
El següent diagrama mostra les poblacions més properes.